# アインシュタイン家
アインシュタイン家(アインシュタインけ、独: Familie Einstein)は、物理学者アルベルト・アインシュタイン（1879年–1955年）の家族である。アルベルト・アインシュタインの祖先の記録で最も古いものは、17世紀後半に生まれた6代前のヤコブ・ワイル(Jakob Weil)である。その家系は今日まで続いている。アルベルト・アインシュタインの曽祖父、レーブ・モーゼス・ゾントハイマー（Löb Moses Sontheimer、1745年–1831年）は、シュトゥットガルトの著名なテナー、ハインリヒ・ゾントハイム（1820年–1912年）の祖父でもある。
アルベルト・アインシュタインには、最初の妻ミレヴァ・マリッチとの間に3人の子供がいた。娘のリーゼル(Lieserl)は、結婚の1年前に生まれた。
アルベルト・アインシュタインの2番目の妻はエルザ・アインシュタインで、その母ファニー・コッホはアルベルト・アインシュタインの母の姉妹であり、父ルドルフ・アインシュタインはアルベルト・アインシュタインの父方の祖父の兄弟であるラファエル・アインシュタインの息子だった。 従って、アルベルトとエルザは母親を通して従姉弟であり、父親を通して再従姉弟だった。

## 語源
アインシュタイン（Einstein (英語: [ˈaɪnstaɪn]; ドイツ語: [ˈaɪnʃtaɪn])）という語は、中高ドイツ語で「石で囲む」という動詞einsteinenの派生語である。

## アインシュタインの家系
| 世代   | 父系 | 母系                                                                                         | 備考 |
| ------ | --- | -------------------------------------------------------------------------------------------- | --- |
| 初代   | | Jakob Weil from Wallerstein (?) (father of Jüttle Sara)                                      | |
| 2代目  | Juda from Nordstetten (?), Chaja（旧姓不明） (?), Hoyna Moses Sontheimer (1705–?), Gölla（旧姓不明） (?) | Jakob Weil (?), Jüttle Sara Weil (1722–1808), David Ka Löb Moses Sontheimer (1745–?)         | Jakob Simon Bernheimer (1756–1790), Leah Hajm (1753–1833) Bernard (Beerle) Weil (1750–1840), Rösle Katz (1760–1826) |
| 4代目  | Naftali Einstein (1733–1801), Hayum Moos, Helene Steppach (1737–1790) |                                                                                              | |
| 5代目  | Rupert Einstein (1759–1834) Veit Hirsch (1763–1820) Rebekka Overnauer (1770–1843) Hayum Moos (1788–?), Fanny Schmal (1792–?)                                                                                                  | Zadok Löb Dörzbacher (1783–1852), Blumle Sontheimer (1786–1856)                              | |

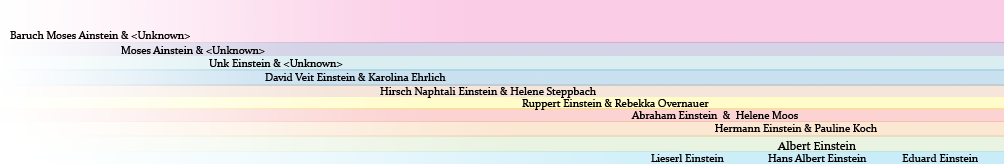
Einstein Family Tree

| 6代目  | アブラハム・アインシュタイン (1808–1868) 兄弟: Hirsch Einstein (1799–?), Judith Einstein (1802–?), Samuel Rupert Einstein (1804–?), Raphael Einstein (1806–?), David Einstein (1810–?) ヘレネ・モース (1814–1887, 兄弟: なし) | Julius Dörzbacher (1816–1895, 兄弟: なし), Jette Bernheimer (1825–1886, 兄弟: なし)          | |
| 7代目  | ヘルマン・アインシュタイン (1847–1902) 兄弟: August Ignaz Einstein (1841–?), Jette Einstein (1844–?), Heinrich Einstein (1845–?), Jakob Einstein (1850–?), Friederike Einstein (1855–?)                                       | パウリーネ・コッホ (1858–1920) 兄弟: Fanny Koch (1852–1926), Jacob Koch (?), Caesar Koch (?) | |
| 8代目  | アルベルト・アインシュタイン (1879–1955)) 兄弟: マヤ・アインシュタイン (1881–1951) |                                                                                              | アルベルトの妻: ミレヴァ・マリッチ (1875–1948)、エルザ・アインシュタイン (1876–1936)                                |
| 9代目  | アルベルトの子供: リーゼル・アインシュタイン (1902–1903?)、ハンス・アルベルト・アインシュタイン (1904–1973)、エドゥアルト・アインシュタイン (1910–1965)                                                                       |                                                                                              | |
| 10代目 | ベルンハルト・ツェーザー・アインシュタイン (1930–2008)、クラウス・マーティン (1933–1939)、ダヴィット・アインシュタイン(1939 – 1939)、イブリン・アインスタイン (1941–2011、養子)                                               |                                                                                              | |
| 11代目 | Thomas Martin Einstein (1955–), Paul Michael Einstein (1959–), Eduard Albert (Ted) Einstein (1961–), Mira Einstein-Yehieli (1965–), Charles Quincy Ascher (Charly) Einstein (1971–)                                           |                                                                                              | |

## ヘルマン・アインシュタイン（アルベルトの父）
ヘルマン・アインシュタイン（Hermann Einstein、1847年8月30日 - 1902年10月10日）は、アルベルト・アインシュタインの父である。

### 生涯
ヘルマン・アインシュタインはヴュルテンベルク王国のブーハウでアシュケナジムの家庭に生まれた。ヘルマンには6人の兄弟がいた（詳細はアブラハム・アインシュタインを参照）。
14歳のとき、ヘルマンはシュトゥットガルトの中等学校に通った。ヘルマンは数学に強い関心を持ち、もっと数学や関連分野の勉強したいと考えていた。しかし、家庭の経済状況から断念して商人になることを決め、シュトゥットガルトで見習いを始めた。
ヘルマンは1876年8月8日にヴュルテンベルク王国カンシュタットで18歳のパウリーネ・コッホと結婚した。結婚後、2人はウルムに住み、そこでヘルマンはいとことともに羽毛布団店の共同パートナーになった。ウルムでは、長男アルベルトが1879年3月14日に生まれた。
ヘルマンの兄弟ヤコブの主導で、一族は1880年の夏にミュンヘンに引っ越した。そこで2人の兄弟は、Einstein＆Cieという電気工学の会社を設立した。ヤコブは電気技師であり、ヘルマンがセールスを担当した。ミュンヘンで、2人目の子供であるマリア（愛称 マヤ）が1881年11月18日に生まれた。
アインシュタイン兄弟の電気会社は、直流の発電機と電流計を製造した。アインシュタイン兄弟の電気会社により、ミュンヘンに電気がもたらされた。1885年、彼らは初めてオクトーバーフェストを照らすための直流電灯を提供する契約を獲得した。
1893年、アインシュタイン兄弟はミュンヘンのシュケルト社への電化契約の入札を失注した。シュケルト社は効率的な交流の電気機器を使用していたが、アインシュタイン兄弟の小さな電気会社では、機器を直流から交流に変換することができなかった。この会社の業績は、そこから下向きに転じた。彼らはミュンヘンの工場を売却することを余儀なくされ、ビジネスを求めて、ヤコブは1894年に会社をイタリアのパヴィーアに移した。ヘルマン、パウリーネ、マヤは同じ年にミラノに移り、1年後にパヴィーアに移った。アルベルトは教育を続けるためにミュンヘンに残り、親戚の家で生活した。
ヘルマンとヤコブは事業に失敗し、1896年に全ての工場を放棄せざるを得なくなった。ヘルマンはミラノで、兄を含めずに別の電気工学会社を設立した。この会社は、親戚のルドルフ・アインシュタインにより財政的に支援されていた。
ヘルマンは1902年にミラノで心不全により亡くなった。墓はミラノ記念墓地内のCimitero Monumentale di Milanoにある。

## パウリーネ・コッホ（アルベルトの母）
パウリーネ・アインシュタイン（Pauline Einstein、1858年2月8日 - 1920年2月20日）は、物理学者アルベルト・アインシュタインの母である。旧姓はコッホ(Koch)。

### 生涯
ヴュルテンベルク王国のカンシュタットでユダヤ人の家庭に生まれた。姉のファニーと兄のヤコブ、ツェーザルがいた。父のユリウス・デルツバッハ(Julius Doerzbacher)は、1842年に家名をコッホに変えた。父は、兄のハインリッヒと共にトウモロコシの取引で財を築き、王家の御用達にまでなった。
1876年8月8日、18歳のとき、パウリーネはウルムに住んでいた商人ヘルマン・アインシュタインと結婚した。結婚後はウルムに住んだ。1879年3月14日に長男のアルバートが生まれた。一族はヘルマンの兄のヤコブの主導で1880年の夏にミュンヘンに移り、そこで2人目の子供であるマリア（マヤ）が1881年11月18日に生まれた。
パウリーネは教育水準の高い静かな女性で、芸術に傾倒していた。パウリーネはピアノを嗜んでいた。アルベルトが5歳のときにバイオリンのレッスンを始めさせた。
ヤコブが1894年にイタリアのパヴィアで事業を起こすのに伴い、パウリーネも夫、娘とともに同じ年にミラノに移り、1年後にパヴィアに移った。ヘルマンとヤコブは1896年に事業に失敗し、その後、ヘルマンが単独で事業を起こしたが、ヘルマンは1902年10月10日にミラノで心不全により亡くなった。
夫の死後の1903年、パウリーネは、ヴュルテンベルク州ヘッヒンゲンの姉のファニーとその夫のルドルフ・アインシュタイン（ヘルマンのいとこ）のもとで生活した。ファニーの娘のエルザは、1919年にアルベルトの2人目の妻になった。
1910年、パウリーネは姉一家と共にベルリンに引っ越した。1911年にヴュルテンベルク王国ハイルブロンで家政婦としての仕事に就いた。その後、チューリッヒで兄のヤコブ・コッホと一緒に暮らし、1915年から再びハイルブロンに住んだ。
第一次世界大戦中、パウリーネは癌を発症した。1918年、ルツェルンに住む娘のマリアとその夫のパウル・ヴィンテラーを訪ねたとき、娘夫妻はパウリーネをルツェルンのロゼナウ療養所に入院させた。1919年末、アルベルトは末期の母親を療養所から出してベルリンの家に連れて帰り、彼と2番目の妻であるエルザと一緒に過ごした。パウリーネはそこで翌1920年2月20日に亡くなった。

## マヤ・アインシュタイン（アルベルトの妹）
マリア・"マヤ"・アインシュタイン（Maria "Maja" Einstein、1881年11月18日 - 1951年6月25日）は、アルベルト・アインシュタインの妹である。
アインシュタイン家がミュンヘンに在住していた1881年11月18日に生まれた。当時、兄アルベルトは1歳だった。

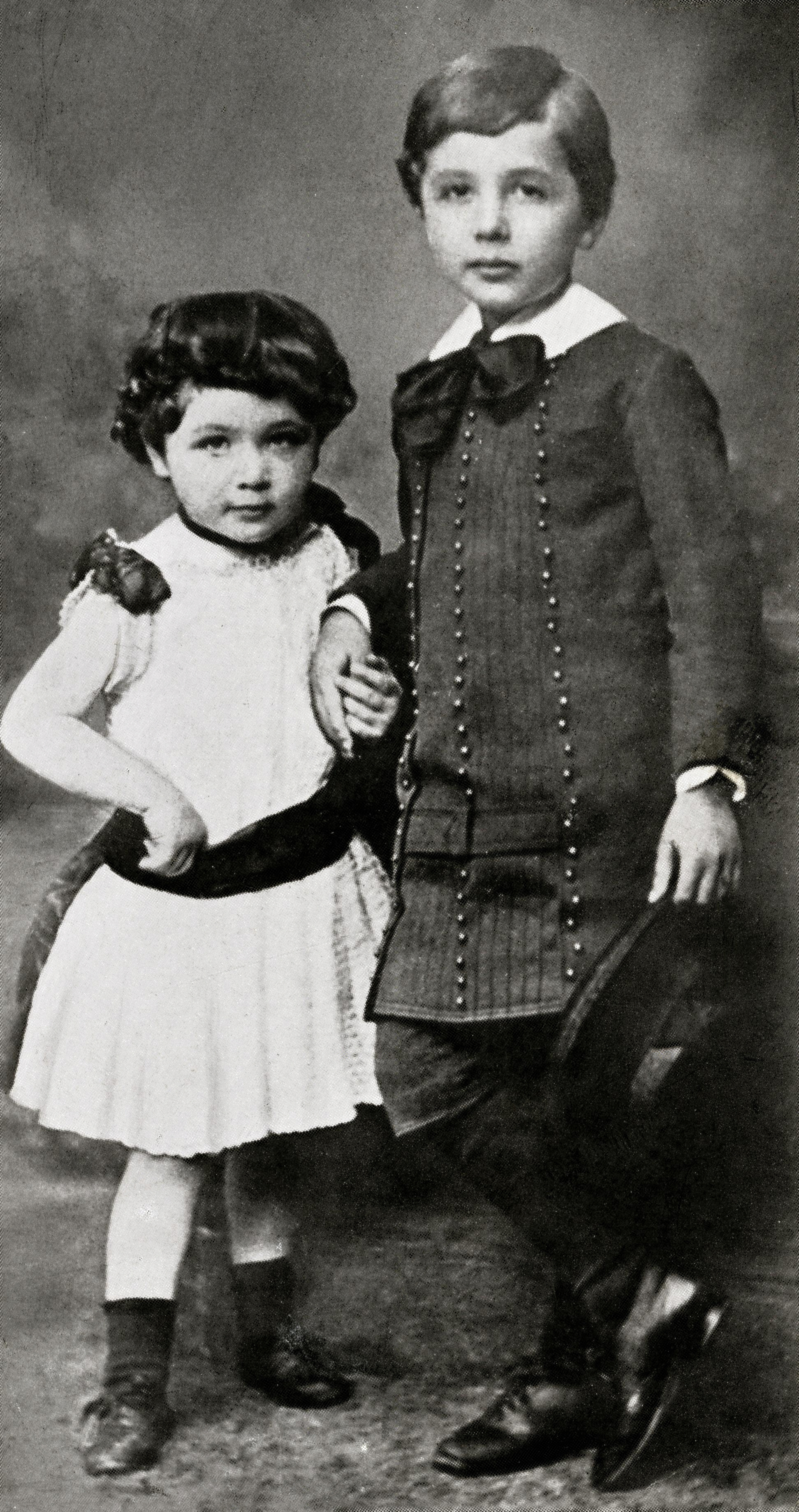
マヤとアルベルト（1886年頃）

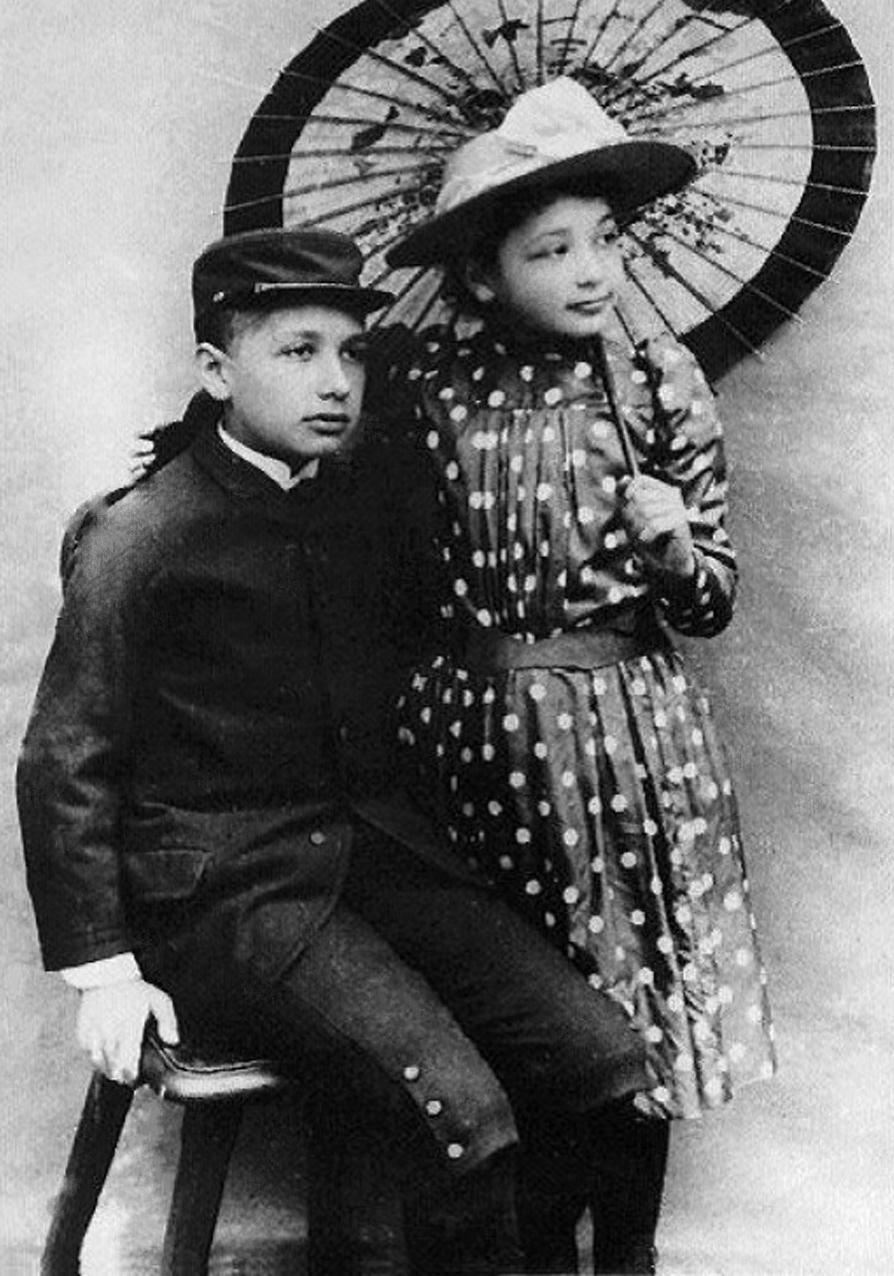
マヤとアルベルト（1893年頃）

マヤは1887年から1894年までミュンヘンの小学校に通った。その後、両親と共にミラノに移り、そこでドイツ・インターナショナル・スクールに通った。兄アルベルトはミュンヘンに留まった。
1899年から1902年まで、アーラウで教員課程を受け、教員の資格を取得した。その後、ベルリン、ベルン、パリでロマンス諸語と文学を学んだ。1909年にベルン大学を卒業した。卒業論文のタイトルは"Contribution to the Tradition of the Chevalier au Cygne and the Enfances Godefroi"（白鳥の騎士と少年時代のゴドフロアの伝統に対する貢献）だった。
卒業の翌年、パウル・ヴィンテラーと結婚したが、2人の間に子供はいなかった。2人は1911年に、夫が仕事を見つけたルツェルンに引っ越した。1922年に、イタリア・フィレンツェ近くのコロンナータに移った。
ベニート・ムッソリーニがイタリアで反ユダヤ人法を導入した後、アルベルトはマヤを1939年にアメリカに移住させ、ニュージャージー州プリンストンにある自身の住居で一緒に住むように勧めた。夫のパウルは健康上の理由でアメリカへの入国を拒否され、マヤのみが渡米し、兄とともに生活した。
マヤは1946年に脳卒中を起こし、寝たきりになった。マヤは後に進行性動脈硬化症を発症し、1951年6月25日にプリンストンで亡くなった。

## リーゼル・アインシュタイン（アルベルトの長女）
リーゼル・アインシュタイン（Lieserl Einstein、1902年1月27日 - 1903年9月）は、アルベルト・アインシュタインと最初の妻ミレヴァ・マリッチとの間の第1子である。
リーゼルの存在は、1986年にハンス・アルベルト・アインシュタインの娘イブリンによってアルベルトとミレヴァの間の手紙が発見されるまで、伝記作家には知られていなかった。両親の手紙によると、リーゼルは両親が結婚する1年前の1902年1月27日、現在のセルビアのヴォイヴォディナのノヴィ・サドで生まれた。父アルベルトがスイスで働いている間、母ミレヴァが短期間世話をしていたが、ミレヴァがアルベルトのもとに戻ったときには、リーゼルは連れていなかった。
ミレヴァは女の子を望んでいたが、アルベルトは男の子を望んでいたようである。2人は手紙の中でお腹の中の子供のことを、男の子なら「ハンセル」(Hanserl)、女の子なら「リーゼル」(Lieserl)と呼んでいた。これらは、ドイツ語におけるハンス(Hans)とリーゼ(Liese)（エリザベートの省略形）の指小辞である。
ミレヴァの妊娠への最初の言及は、アルベルトがヴィンタートゥールから彼女に宛てた1901年5月28日ごろの手紙（手紙36）にある。この中でアルベルトは子供のことについて2度尋ねているが、「その少年」「私達の小さい息子」と表現されていた。ミレヴァによる最初の言及は、シュタイン・アム・ラインからの1901年11月13日の手紙（手紙43）で、彼女は胎児を「リーゼル」と呼んだ。アルベルトはミレヴァが女の子を望んでいることを知って、自身も「リーゼル」と呼ぶようになったが、1901年12月12日の手紙45では「私達のリーゼルで満足してください。でも私は密かに（ドリーは気づいていないでしょうが）ハンセルを想像することを好みます」とユーモアを込めて書いている。
リーゼルが生まれた直後と思われる1902年2月4日、アルベルトは「…それが、あなたが望むように、本当にリーゼルであることがわかりました。彼女は健康で、きちんと泣いていますか?（中略）私は彼女をとても愛していますが、まだ彼女を知りません!」という手紙を書いている。
現存する手紙の中での「リーゼル」に関する最後の言及は、1903年9月19日のアインシュタインの手紙（手紙54）で、彼女が猩紅熱を患っていることを懸念したものである。アルベルトは子供の出生登録をしているかどうか尋ね、「後で問題が起こらないように注意しなければならない」と付け加えており、「リーゼル」を自身の子供として養育することをあきらめる意図があったものと見られる。
「リーゼル」は仮の名前であり、この子供の本当の名前もその後のことも判明していない。「リーゼル」のその後については、いくつかの仮説が提唱されている。
- ミケーレ・ザックハイムは、アインシュタインの娘「リーゼル」に関する本の中で、「リーゼル」には発達障害があり、母ミレヴァの実家で生活し、1903年9月ごろに猩紅熱で亡くなったと述べている[23]。
- アインシュタイン・ペーパー・プロジェクト（英語版）のロバート・シュルマンは、「リーゼル」はミレヴァの親友のヘレネ・サビッチ(Helene Savić)の養子となり、1990年代までゾルカ・サビッチ(Zorka Savić)という名前で暮らしていたという仮説を支持している。ヘレネ・サビッチは実際にゾルカという名前の子供を育てており、その子供は幼い頃から盲目で、1990年代に亡くなった。ヘレネ・サビッチの孫のミラン・N・ポポビッチ（英語版）は、2012年に亡くなる前に、アルベルトとミレヴァの関係を徹底的に調査した結果、ゾルカ・サビッチが「リーゼル」である可能性を否定し、「リーゼル」は1903年9月に亡くなったという仮説を支持した[24]。

「アルベルト・アインシュタインから娘への手紙」とされる「愛の普遍的な力」について述べた手紙がインターネット上で広く流通しているが、これはデマである。

## アブラハム・アインシュタイン（アルベルトの祖父）

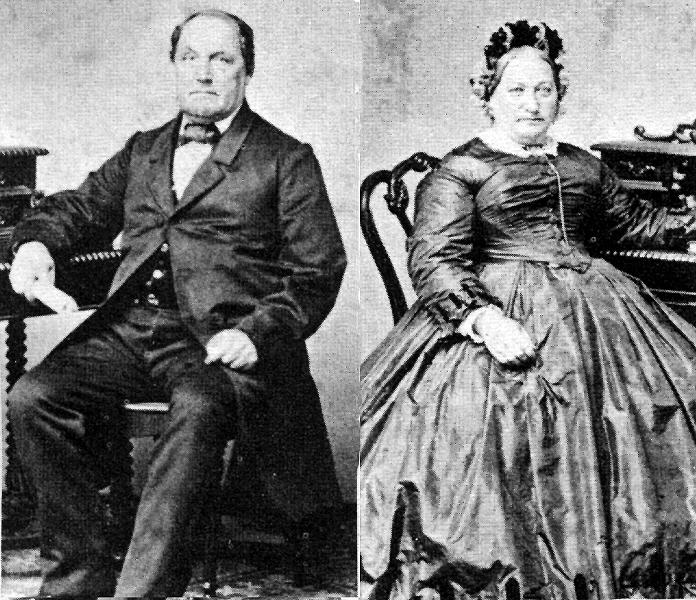
アブラハムとヘレネ

アブラハム・アインシュタイン（Abraham Einstein、1808年4月8日 - 1868年11月21日）は、ヘルマン・アインシュタインの父であり、ヘルマンの息子アルベルト・アインシュタインの祖父である。
1839年4月にヴュルテンベルク王国のブーハウで、同じくドイツ系ユダヤ人のヘレネ・モース(Helene Moos)と結婚した。2人の間には、以下の7人の子供がいた（全員ドイツ在住で、特記のない限りアインシュタイン姓）。
- ラファエル（Raphael、1839年12月3日– 1842年1月15日）、男性
- イェッテ（Jette、1844年1月13日-1905年1月7日）、女性
- ハインリッヒ（Heinrich、1845年10月12日-1877年11月16日）、男性
- ヘルマン（Hermann、1847年8月30日– 1902年10月10日）、男性
- アウグスト・イグナズ（August Ignaz、1849年12月23日-1911年4月14日）、男性
- ヤコブ（Jacob、1850年11月25日-1912年）、男性
- フリーデリケ "リカ"（Friederikeh "Rikah"、1855年3月15日-1938年6月17日）、女性

## 関連文献
- Michele Zackheim, Einstein's Daughter: the Search for Lieserl, Riverhead 1999, ISBN 1-57322-127-9.